# Ceromya hirticeps
Ceromya hirticeps är en tvåvingeart som först beskrevs av Malloch 1930. Ceromya hirticeps ingår i släktet Ceromya, och familjen parasitflugor. Inga underarter finns listade i Catalogue of Life.